# Joolie Wood
Joolie Wood (* in Montreal) ist eine in England lebende kanadische Sängerin und Musikerin. Bekannt wurde sie vor allem durch ihre jahrelange Mitgliedschaft bei der experimentellen Folk-Band Current 93, bei der sie Violine und Blockflöte spielt und gelegentlich Gesangsparts beisteuert. Ihre Teilnahme an den Studioaufnahmen der Gruppe erstreckte sich von den späten 1980er bis in die zweite Hälfte der 1990er Jahre, noch heute zählt sie zum Line-up bei Konzerten. Wood spielt darüber hinaus eine ganze Reihe weiterer Instrumente (unter anderem Gitarre, Mandoline, Keyboard, Klarinette) und hat mit einigen anderen Künstlern zusammengearbeitet. Zu den bekanntesten zählen Stephen Stapleton von Nurse With Wound, Maja Elliott, Simon Finn, Sundial, Nick Castro, die Mekons und Antony Hegarty von Antony and the Johnsons. 
Ihre erste Solo-EP (Tales of Colour and White), auf der unter anderem Simon Finn und der Bassist Karl Blake von den Shock Headed Peters mitwirkten, erschien 2006 beim kanadischen Label 10 to 1 records. 

## Diskografie

### Alben und Eps
- Tales of Colour and White  (MCD 10 to 1 Records 2006)